# Kněžičky
Kněžičky är en ort i Tjeckien.   Den ligger i regionen Mellersta Böhmen, i den centrala delen av landet, 70 km öster om huvudstaden Prag. Kněžičky ligger 222 meter över havet och antalet invånare är 177.
Terrängen runt Kněžičky är platt. Runt Kněžičky är det ganska glesbefolkat, med 34 invånare per kvadratkilometer. Närmaste större samhälle är Kolín, 19,2 km sydväst om Kněžičky. Trakten runt Kněžičky består till största delen av jordbruksmark.